# Paso Yobái
Paso Yobái es un municipio paraguayo en el Departamento de Guairá, a 210km de Asunción. Es conocido por su alta calidad en producción de yerba mate.

## Historia
Inicialmente fue asentamiento de los mbyás. Se fundó como colonia agrícola en 1923 por el emprendedor suizo Jorge Naville. El primer habitante fue José Dolores Resquín, quien era empleado de Naville elaborando yerba mate para transportarse a Villarrica en carros tirados por bueyes.
José Dolores fue uno de los encargados de concretar la reforma agraria de la época y de la distribución de tierras a los nuevos residentes. Debido a que Independencia contaba con un vasto territorio, un tercio de todo aquel área municipal se separó para la creación del municipio en 1993.También se desmembró parte del territorios del municipio caaguaceño de Repatriación, del caazapeño de Abai y del también guaireño de Fassardi.
Hacia la mitad de los años 1990, el oro fue descubierto accidentalmente por un turista ecuatoriano mientras visitaba la compañía Torres Cué. El hombre encontró una pepita envuelta en un papel de cigarrillo y empezó a buscar más del metal en las orillas del arroyo Itá. En 1996, reveló su hallazgo y luego volvió a Ecuador.
En 2007, la compañía canadiense "Latin American Minerals Inc." compró "Minas Paraguayas" y ha hecho un arreglo legal con el gobierno de Paraguay. Si bien el descubrimiento de la veta aurífera ha incrementado la prosperidad en Paso Yobai, también acarrea graves problemas ambientales, especialmente, la contaminación con mercurio.

## Geografía
Paso Yobái se encuentra situado en el extremo nordeste del Departamento de Guairá. Limita al norte con Troche y el Departamento de Caaguazú, al sur con el Departamento de Caazapá, al oeste con Independencia, y al este con el Departamento de Caazapá.
En los límites de la compañía San Isidro se halla el Cerro Peró. 
Se encuentra regado al sudeste por el río Capiibary, afluente del río Monday y por sus arroyos afluentes como el Mangrullo y el Curuzú. Además de la irrigación de los arroyos afluentes del río Tebicuarymí como el Babá, Paková, Ykuá Porá, Morotí, Gasory, Cabayuby, Itakarú, Sanja Pytá, Paloma, Yhovy y Santa Clara. 

## Demografía
El 92,04% de la población se encuentra en la zona rural. Paso Yobai cuenta con las comunidades indígenas de Rancho Kuñá, Yryvu Kuá, Naranjito, Santa Teresita, Nansen, Ovenia e Isla Hu.
Cuenta con 22 compañías unidas entre sí y con la zona urbana por caminos troncales. Las compañías más importantes son Paso Yobai, Sudetia, Arroyo Morotí, Planchada, San Isidro, Nueva Guairá, Kapii, Kuruzú, Navidad, San Roque, Mangrullo, Torres Kué, Tahýi, San Antonio, Nansen, 3 de noviembre, San José, Santa María, San Francisco y Bergthal. 

## Economía
Cuando se fundó Paso Yobai, el principal rubro era la explotación de yerba mate, rubro del cual se llegó a tener más de 10 mil hectáreas. Actualmente  la producción ha bajado a menos de 8 mil. Otro de los sustentos de los pobladores fue el algodón y se llegó a cultivar más de 4 mil hectáreas. Produce varias marcas de yerba mate como Labrador, Aromática, Oro Guaraní y San José. También se cultiva caña de azúcar, soja y trigo.
La aparición de la minería de oro hizo que muchas familias dejaran la actividad agrícola para dedicarse exclusivamente a la minería artesanal, la cual afecta a unas 7.000 personas (26% de la población).

## Infraestructura
Se accede a Paso Yobái por un ramal de la Ruta 8 totalmente asfaltado que emerge de Mbocayaty y atraviesa Independencia. El tramo Independencia-Paso Yobái es de unos 23km. 
Desde la pandemia ha disminuido el flujo de buses que van a Mbocayaty y Villarrica. Un 98% de su población está conectada a la red de energía de la empresa estatal ANDE.

## Cultura
Uno de los eventos más importantes es la Fiesta Patronal, la que se celebra el 15 de agosto. Las festividades comienzan con el Novenario todas las tardes, donde a cada estamento de la comunidad le corresponde la celebración de un día de misa. Además en el patio de la parroquia se realiza la famosa competencia de coros religiosos donde compiten los diferentes oratorios de la zona. También se incluyen las corridas de toros llamadas localmente torines, torneos de fútbol y vólei. 
El día 15 por la mañana, se realiza la procesión con la imagen de la Virgen por las calles del pueblo, adornadas con arcos de tacuara, hasta la Iglesia del pueblo para dar inicio a la Misa Central. Terminada la misa, se llevan a cabo las dos últimas corridas de toro, la primera que es realizada por la tarde y la otra por la noche con animación de banda de músicos.
Dentro de la conmemoración del Santo Patrón también se organiza la Fiesta del Itayú (en guaraní oro) que recibe unos 1.500 asistentes y en el cual se sortean dos cofres con pepitas de oro.